# ایسکرا میهایلوا
ایسکرا میهایلووا (بلغاری: Искра Михайлова; متولد ۷ سپتامبر ۱۹۵۷ در صوفیه) یک سیاستمدار بلغاری و نماینده پارلمان اروپا (MEP) اهل بلغارستان است که از ژوئیه ۲۰۱۴ عضو پارلمان اروپا می‌باشد او عضو جنبش حقوق و آزادی‌ها، بخشی از حزب اتحاد لیبرال‌ها و دموکرات‌ها برای اروپا است.

## سنین جوانی و تحصیل
میهایلووا در سال ۱۹۸۰ مدرک کارشناسی ارشد خود را در رشته مطالعات کتابخانه ای و فناوری اطلاعات از دانشگاه دولتی فرهنگ و هنر سنت پترزبورگ دریافت کرد. سپس او به عنوان کتابدار و کتابشناس در مؤسسه کتابخانه دولتی بلغارستان و پس از آن در مؤسسه فرهنگ لنینگراد آموزش دید.

## حرفه
میهایلووا برای کتابخانه ملی بلغارستان و سپس از ۱۹۸۰ تا ۱۹۹۶ در کتابخانه ملی سیریل و متدیوس کار می‌کرد. در سال ۱۹۹۶ میهایلوا یکی از اعضای انجمن کتابخانه آمریکا بود و در کتابخانه ایالتی کلرادو کار می‌کرد.